# Hylaspes
Hylaspes là một chi bọ cánh cứng trong họ Chrysomelidae.
Chi này được miêu tả khoa học năm 1864 bởi Baly.

## Các loài
Các loài trong chi này gồm:
- Hylaspes apurva Maulik, 1936
- Hylaspes dohrni Duvivier, 1885
- Hylaspes duporti Laboissiere, 1931
- Hylaspes facialis (Laboissiere, 1931)
- Hylaspes longicornis Baly, 1865
- Hylaspes magnifica Duvivier, 1892
- Hylaspes nigricollis Laboissiere, 1931
- Hylaspes tenuicornis (Laboissiere, 1931)
- Hylaspes tibialis (Laboissiere, 1931)